# J. N. Andrews
John Nevins Andrews (Poland, Maine, Estados Unidos, 1829 — Basileia, Suíça, 1883) foi um teólogo, escritor, pastor e professor estadunidense, primeiro missionário dos Adventistas do Sétimo Dia enviado à Europa.
Como teólogo, deu contribuições significativas ao desenvolvimento de várias doutrinas da Igreja Adventista do Sétimo Dia.

## Biografia
Nascido na localidade de Poland, no estado do Maine, em 1829, Andrews se tornou um milerita em fevereiro de 1843, aos 13 anos de idade. Mesmo em tenra idade, declarou que apreciava mais "estudo sério do que atividades físicas". Em anos posteriores poderia ler a Bíblia em sete línguas e afirmava possuir a habilidade de reproduzir o Novo Testamento de memória. 
Aos 17 anos começou a guardar o Sábado. Em 1850 ele começou ministério pastoral itinerante na Nova Inglaterra e foi ordenado em 1853. Em 1855 escreveu um artigo demonstrando por textos do Novo e Velho Testamento que "tarde" significava Pôr do sol . O texto foi lido em uma Conferência Geral no ano de 1855, e como resultado, quase todos aceitaram sua conclusão sobre o assunto. 
Em 29 de outubro de 1856, Andrews se casou com Angeline Stevens (1824-1872) em Waukon, Iowa. Em junho de 1859 em uma conferência em Battle Creek, Andrews foi designado para ajudar o pastor J.N Loughborough, no trabalho evangelístico em Michigan. 
Ele retornou a Iowa no outono de 1860. Durante estes anos, seus dois primeiros filhos nasceram: Charles (nascido em 1857) e Mary (n. 1861). Andrews teve mais dois outros filhos, mas morreram de tuberculose ainda crianças. Em 1871 Angeline, sua esposa, morreu de um acidente vascular cerebral.

### Missionário além-mar
Em 1864, tornou-se membro do comitê da Associação de Nova York e no ano seguinte, membro do Comitê Executivo da Associação Geral da IASD (AG). Em 1867, tornou-se o terceiro presidente da Associação Geral, posição que ocupou por dois anos. Foi editor da Review and Herald (maio/ 1869-março/1870). Dia 15 de setembro, em companhia de seus filhos, Charles e Mary (sua esposa havia falecido em 18 de março de 1871) tomou um navio de Boston para Liverpool, Inglaterra, em rota para a Suíça. Seu primeiro trabalho na Suíça foi visitar e organizar os conversos já existentes ali e fazer trabalho pessoal com interessados.
Assim, escreveu folhetos e traçou planos para a publicação de um impresso. Em abril de 1876, a Associação Geral votou a concessão de US$10.000,00 para uma Casa Publicadora na Europa. Em julho de 1876, foi impresso o primeiro número de Les Signes des Temps (Sinais dos Tempos), uma publicação mensal abrangendo vários assuntos tais como eventos mundiais, profecias, doutrinas bíblicas, saúde e temperança e contendo artigos de jornais e revistas estadunidenses.
Faleceu em 1883, vítima de tuberculose.

## Legado
Universidade Andrews em Berrien Springs, Michigan, foi nomeada em sua homenagem em 1960, assim como a Escola John Nevins Andrews,  em 1907, localizada em Takoma Park, Maryland. Em 1993, uma escultura de Andrews foi inaugurada em frente à Andrews University Pioneer Memorial Church.  Em 2005, os documentos de J. N. Andrews foram doados por seus descendentes ao Centro de Pesquisa Adventista. 